# ココリコグータンミラクルヌーボタイプ
- 水10! > ココリコミラクルタイプ > ココリコグータンミラクルヌーボタイプ
- バラパラ > グータンヌーボ > ココリコグータンミラクルヌーボタイプ

『ココリコグータンミラクルヌーボタイプ』は、フジテレビ系列で水曜日に放送の『ココリコミラクルタイプ』（フジテレビ製作）と『グータンヌーボ』（関西テレビ製作）の2番組による特別番組。基本内容はそれぞれの項目参照。

## 概要
『水10!』枠後半の番組として放送されていた『ココリコミラクルタイプ』と、その直後の23時台に放送されていた『グータンヌーボ』のコラボレーション企画として、2006年9月13日に第1弾が、2007年3月28日に第2弾が放送された。
番組前半では『ミラクルタイプ』のコントとトークを『グータンヌーボ』のレギュラー陣3人（江角マキコ・優香・内田恭子）を招き入れた上で行い、後半では『グータンヌーボ』のセットでレギュラー陣と男性ゲストが女性ゲストとトークする模様のVTRを見るという構成だった。
フジテレビと関西テレビの共同製作で、発信はフジテレビが行っていた。

## 放送時間
| 回 | 放送日        | 放送時間（JST）   | 備考                   |
| -- | ------------- | ----------------- | ---------------------- |
| 1  | 2006年9月13日 | 水曜22:00 - 23:24 |                        |
| 2  | 2007年3月28日 | 水曜22:15 - 23:39 | この事に関しては後述。 |

## ゲスト

### 2006年9月13日放送分
- パーティーゲスト：工藤静香、白石美帆、（江角マキコ）
- スタジオゲスト：ココリコ

### 2007年3月28日放送分
- パーティーゲスト：松下由樹、坂井真紀、（江角マキコ）
- スタジオゲスト：ココリコ、八嶋智人

## 備考
2007年3月28日に放送された第2弾は第1弾と同じく22時ちょうどにスタートする予定だったが、急遽この時間に捏造問題で打ち切りになった『発掘!あるある大事典』のうち、データ改竄のあった回をまとめたお詫び放送が22時から15分間放送されたことから、22時15分開始になった。ただし、ネット局のテレビ宮崎（フジテレビ系・日本テレビ系・テレビ朝日系のクロスネット局）では、フジテレビからの裏送りによって22時から先行放送された。